# Thug Love
Thug Love – trzeci singel wydany przez amerykańskiego rapera 50 Centa, a tym samym drugi z albumu Power of the Dollar po singlu „How to Rob”. Gościnnie w piosence uczestniczyła grupa Destiny’s Child. Dwa dni przed planowanym nagraniem teledysku (26 maja 2000), 50 Cent został postrzelony przed domem swojej babci.